# 卡泰斯克區

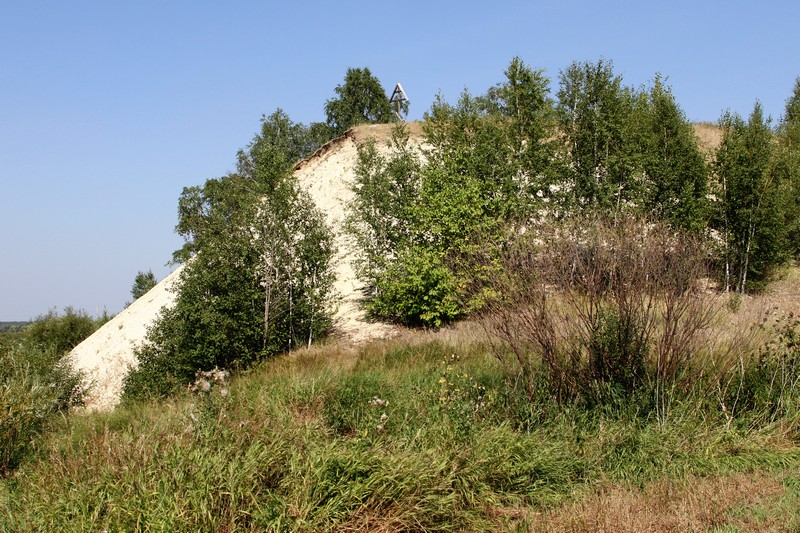

56°18′00″N 62°34′00″E / 56.3000°N 62.5667°E
卡泰斯克區（俄语：Катайский район），是俄羅斯的一個區，位於該國南部，由庫爾干州負責管轄，面積2,690平方公里，2010年該地區人口23,991，人口密度每平方公里8.92人。